# واودنکورت
واودنکورت (به فرانسوی: Vaudancourt) یک کامین در فرانسه است که در Canton of Chaumont-en-Vexin واقع شده‌است.

## خصوصیات
واودنکورت ۴٫۶۷ کیلومترمربع مساحت و ۱۵۱ نفر جمعیت دارد و ۱۳۵ متر بالاتر از سطح دریا واقع شده‌است.